# Municipio de North Branch (Pensilvania)
El municipio de North Branch (en inglés: North Branch Township) es un municipio ubicado en el condado de Wyoming en el estado estadounidense de Pensilvania. En el año 2000 tenía una población de 197 habitantes y una densidad poblacional de 3 personas por km².

## Geografía
El municipio de North Branch se encuentra ubicado en las coordenadas 41°29′00″N 76°11′59″O / 41.48333, -76.19972.

## Demografía
Según la Oficina del Censo en 2000 los ingresos medios por hogar en la localidad eran de $33,750 y los ingresos medios por familia eran $42,188. Los hombres tenían unos ingresos medios de $35,625 frente a los $29,063 para las mujeres. La renta per cápita para la localidad era de $16,365. Alrededor del 12,1% de la población estaban por debajo del umbral de pobreza.